# Confidanses
 (février 2017).
Si vous disposez d'ouvrages ou d'articles de référence ou si vous connaissez des sites web de qualité traitant du thème abordé ici, merci de compléter l'article en donnant les références utiles à sa vérifiabilité et en les liant à la section « Notes et références ».
Pour les articles ayant des titres homophones, voir Confidence et Confidences.
Albums de Sylvie Vartan
Virage
(1985) Vent d'ouest
(1992)
Confidanses est le 29e album studio de Sylvie Vartan paru chez Philips au cours de l'année 1989.
L'album sort juste avant la rentrée parisienne de Sylvie au Palais des sports de Paris.

## Liste des titres
| No | Titre                   | Durée |
| -- | ----------------------- | ----- |
| 1. | C'est fatal             | 3:31  |
| 2. | Ça va de soi            | 3:32  |
| 3. | Il pleut sur London     | 4:19  |
| 4. | Beau photographe        | 3:34  |
| 5. | Viva                    | 4:06  |
| 6. | Bordeaux-San Francisco  | 3:29  |
| 7. | Comme un homme          | 4:17  |
| 8. | Bleu pacifique          | 3:09  |
| 9. | Tu cours après le temps | 3:54  |

## Extraits
- C’est fatal / Tu cours après le temps.
- Il pleut sur London / Beau photographe.